# 托尼奖最佳话剧
東尼獎最佳戲劇從1948年開始頒發。

## 歷屆提名及獲獎名單

### 2010年代
- 2018年：
  - 《哈利波特－被詛咒的孩子》（Harry Potter and the Cursed Child）－劇作家：Jack Thorne, John Tiffany & J. K. Rowling
  - 《孩子們》（The Children）－劇作家：Lucy Kirkwood
  - 《法里內利與國王》（Farinelli and the King）－劇作家：Claire van Kampen
  - 《垃圾》（Junk）－劇作家：Ayad Akhtar
  - 《拉丁歷史懶人包》（Latin History for Morons）－劇作家：John Leguizamo

- 2019年：
  - 《擺渡人》（The Ferryman）－劇作家：Jez Butterworth
  - 《唱詩班男孩》（Choir Boy）－劇作家：Tarell Alvin McCraney
  - 《加里：提圖斯・安德羅尼克斯續集》（Gary: A Sequel to Titus Andronicus）－劇作家：Taylor Mac
  - 《墨水》（Ink）－劇作家：James Graham
  - 《憲法之於我的意義》（What the Constitution Means to Me）－劇作家：Heidi Schreck

### 2020年代
- 2020年：
  - 《繼承》（The Inheritance）－劇作家：Matthew López
  - 《遠大視野》（Grand Horizons）－劇作家：Bess Wohl
  - 《海堤/生活》（SEA WALL/A LIFE）－劇作家：Simon Stephens & Nick Payne
  - 《奴隸遊戲》（Slave Play）－劇作家：Jeremy O. Harris
  - 《裡面的聲音》（THE SOUND INSIDE）－劇作家：Adam Rapp

- 2021年：
  - 無

- 2022年：
  - 《雷曼兄弟三部曲》（The Lehman Trilogy）－劇作家：Stefano Massini, Ben Power
  - 《克萊德的店》（Clyde's）－劇作家：Lynn Nottage
  - 《劊子手》（Hangmen）－劇作家：Martin McDonagh
  - 《會議記錄》（The Minutes）－劇作家：Tracy Letts
  - 《基本班底》（Skeleton Crew）－劇作家：Dominique Morisseau